# 6. etape af Vuelta a España 2009
| Stillingen efter 6. etape |                          |           |
| Placering                 | Rytter                   | Tid/point |
| Etapevinder               | Borut Božič (VAC)        | 4:40.50   |
| 2. plads                  | Tyler Farrar (GRM)       | + 0.00    |
| 3. plads                  | Daniele Bennati (LIQ)    | + 0.00    |
| 4. plads                  | Davide Viganò (FUJ)      | + 0.00    |
| 5. plads                  | Tom Boonen (QST)         | + 0.00    |
| 23. plads                 | Jakob Fuglsang (SAX)     | + 0.06    |
| 140. plads                | Matti Breschel (SAX)     | + 3.10    |
| Førertrøje                | André Greipel (THR)      | 24:21.13  |
| 2. plads                  | Tom Boonen (QST)         | + 0.06    |
| 3. plads                  | Daniele Bennati (LIQ)    | + 0.09    |
| 4. plads                  | Tyler Farrar (GRM)       | + 0.09    |
| 5. plads                  | Fabian Cancellara (SAX)  | + 0.18    |
| Pointtrøje                | André Greipel (THR)      | 84 p.     |
| 2. plads                  | Tom Boonen (QST)         | 70 p.     |
| 3. plads                  | Tyler Farrar (GRM)       | 67 p.     |
| Bjergtrøje                | José Antonio López (ACA) | 20 p.     |
| 2. plads                  | Aitor Hernández (EUS)    | 10 p.     |
| 3. plads                  | Lars Boom (RAB)          | 9 p.      |
| Kombinationstrøje         | Serafín Martínez (KGZ)   | 105 p.    |
| 2. plads                  | Dominik Roels (MRM)      | 142 p.    |
| 3. plads                  | Bingen Fernández (COF)   | 188 p.    |
| Holdkonkurrence           | Liquigas                 | 73:05.06  |
| 2. plads                  | Caisse d'Epargne         | + 0.10    |
| 3. plads                  | Columbia-HTC             | + 0.15    |

Sjette etape af Vuelta a España 2009 blev kørt d. 4. september 2009 med både start og mål i Xàtiva. Etapens mest fremtrædende udbrud gik efter 8 kilometer. José Antonio López (Andalucía-Cajasur), Aitor Pérez Arrieta (Contentpolis-Ampo), Bingen Fernández (Cofidis) og Matthé Pronk (Vacansoleil) fik efter hvert næsten 7 minutter til hovedfeltet, men forspringet blev aldrig større end at rytterne bag havde kontrol på udbrydderne. Hovedfeltet stressede ikke med at tage forspringet igen og lod udbruddet cykle først over alle de kategoriserede stigninger og de indlagte spurter. José Antonio López indsamlede 18 point på etapen og overtog dermed føringen i bjergkonkurrencen. Efter stærk kørsel fra Team Columbia og Quick Step blev alle udbrydderne kørt ind efter 160 km. De næste kilometre blev præget af flere angrebsforsøg blandt andet af regerende verdensmester Alessandro Ballan og danske Matti Breschel, men med Liquigas i front, kørte hovedfeltet alle forsøgene ind. I spurten var Borut Božič stærkest og tog en flot etapesejr for KontinentalTour-holdet Vacansoleil.
- Etape: 6
- Dato: 4. september
- Længde: 176,8 km
- Gennemsnitshastighed: 37,78 km/t

## Bjerg- og pointspurter

### 1. bjerg (Alto de la Muela)
Efter 64,5 km
| Plads | Rytter                    | Point |
| ----- | ------------------------- | ----- |
| 1.    | José Antonio López (ACA)  | 6     |
| 2.    | Aitor Pérez Arrieta (MCO) | 4     |
| 3.    | Bingen Fernández (COF)    | 2     |
| 4.    | Matthé Pronk (VAC)        | 7     |

### 2. bjerg (Alto de Millares)
Efter 85,5 km
| Plads | Rytter                    | Point |
| ----- | ------------------------- | ----- |
| 1.    | José Antonio López (ACA)  | 6     |
| 2.    | Aitor Pérez Arrieta (MCO) | 4     |
| 3.    | Bingen Fernández (COF)    | 2     |
| 4.    | Matthé Pronk (VAC)        | 7     |

### 3. bjerg (Alto de Benigánim)
Efter 152,5 km
| Plads | Rytter                    | Point |
| ----- | ------------------------- | ----- |
| 1.    | José Antonio López (ACA)  | 6     |
| 2.    | Bingen Fernández (COF)    | 4     |
| 3.    | Paolo Tiralongo (LAM)     | 2     |
| 4.    | Aitor Pérez Arrieta (MCO) | 7     |

### 1. spurt (Millares)
Efter 78,7 km
| Plads | Rytter                    | Point | Sek |
| ----- | ------------------------- | ----- | --- |
| 1.    | Aitor Pérez Arrieta (MCO) | 4     | 6   |
| 2.    | José Antonio López (ACA)  | 2     | 4   |
| 3.    | Bingen Fernández (COF)    | 1     | 2   |

### 2. spurt (Xàtiva)
Efter 143,7 km
| Plads | Rytter                    | Point | Sek |
| ----- | ------------------------- | ----- | --- |
| 1.    | Aitor Pérez Arrieta (MCO) | 4     | 6   |
| 2.    | Matthé Pronk (VAC)        | 2     | 4   |
| 3.    | José Antonio López (ACA)  | 1     | 2   |

### Mål (Xàtiva)
Efter 176,8 km
| Plads | Rytter                   | Point | Sek |
| ----- | ------------------------ | ----- | --- |
| 1.    | Borut Božič (VAC)        | 25    | 20  |
| 2.    | Tyler Farrar (GRM)       | 20    | 12  |
| 3.    | Daniele Bennati (LIQ)    | 16    | 8   |
| 4.    | Davide Viganò (FUJ)      | 14    |     |
| 5.    | Tom Boonen (QST)         | 12    |     |
| 6.    | Leonardo Duque (COF)     | 10    |     |
| 7.    | Sébastien Chavanel (FDJ) | 9     |     |
| 8.    | Cadel Evans (SIL)        | 8     |     |
| 9.    | Marcel Sieberg (THR)     | 7     |     |
| 10.   | André Greipel (THR)      | 6     |     |
| 11.   | Linus Gerdemann (MRM)    | 5     |     |
| 12.   | Ivan Basso (LIQ)         | 4     |     |
| 13.   | Samuel Sánchez (EUS)     | 3     |     |
| 14.   | Alejandro Valverde (GCE) | 2     |     |
| 15.   | Daniel Moreno (GCE)      | 1     |     |

## Resultatliste
|    | Navn               | Land       | Hold               | Tid     |
| -- | ------------------ | ---------- | ------------------ | ------- |
| 1  | Borut Božič        | Slovenien  | Vacansoleil        | 4:40.50 |
| 2  | Tyler Farrar       | USA        | Garmin-Slipstream  | + 0.00  |
| 3  | Daniele Bennati    | Italien    | Liquigas           | + 0.00  |
| 4  | Davide Viganò      | Italien    | Fuji-Servetto      | + 0.00  |
| 5  | Tom Boonen         | Belgien    | Quick Step         | + 0.00  |
| 6  | Leonardo Duque     | Colombia   | Cofidis            | + 0.00  |
| 7  | Sébastien Chavanel | Frankrig   | Française des Jeux | + 0.00  |
| 8  | Cadel Evans        | Australien | Silence-Lotto      | + 0.00  |
| 9  | Marcel Sieberg     | Tyskland   | Team Columbia-HTC  | + 0.00  |
| 10 | André Greipel      | Tyskland   | Team Columbia-HTC  | + 0.00  |
| 11 | Linus Gerdemann    | Tyskland   | Team Milram        | + 0.00  |
| 12 | Ivan Basso         | Italien    | Liquigas           | + 0.00  |
| 13 | Samuel Sánchez     | Spanien    | Euskaltel-Euskadi  | + 0.00  |
| 14 | Alejandro Valverde | Spanien    | Caisse d'Epargne   | + 0.00  |
| 15 | Daniel Moreno      | Spanien    | Caisse d'Epargne   | + 0.00  |

## Udgåede ryttere
- 025  Manuel Ortega (ACA) udgik.[1]
- 084  Oscar Garcia-Casarrubios (MCO) udgik.[1]
- 176  Kim Kirchen (THR) startede ikke.[1]